# Katrin Göring-Eckardt
Pour les articles homonymes, voir Eckardt.
Katrin Dagmar Göring-Eckardt née Eckardt le 3 mai 1966 à Friedrichroda (République démocratique allemande) est une femme politique allemande, membre de l'Alliance 90/Les Verts (Grünen).

## Biographie

### Formation
Après son baccalauréat obtenu en 1984, Katrin Göring-Eckardt entreprend des études de théologie à l'Université de Leipzig.

### Débuts en politique en Thuringe
En 1989 elle entre en politique dans les formations Alliance 90 et Demokratie Jetzt (en). Jusqu'en 1994 pour le parti Alliance 90/Les Verts elle s'occupe des questions des droits des femmes, de la famille et de la jeunesse auprès du groupe Vert du Landtag de Thuringe. De 1995 à 1998 elle travaille en collaboration avec Matthias Berninger.

### Carrière fédérale
Elle est élue députée fédérale au Bundestag lors des élections de 1998, à la suite desquelles la première coalition rouge-verte fédérale est formée. Quatre ans plus tard, elle devient co-présidente du groupe parlementaire, aux côtés de Krista Sager. À la suite des élections fédérales anticipées de septembre 2005, elle prend la succession d'Antje Vollmer en tant que vice-présidente du Bundestag. Elle est reconduite à ce poste à l'issue des élections fédérales de 2009.

### Élections de 2013
À l'approche des élections fédérales de 2013, elle est choisie comme co-chef de file de l'Alliance 90/Les Verts, en tandem avec Jürgen Trittin. Lors du scrutin, les écologistes réalisent un score de 8,4 % des voix, soit un recul de plus de deux points. Cette contre-performance la conduit à démissionner de son poste au sein de la direction des Verts.
Le 10 octobre, elle est pourtant choisie comme coprésidente du groupe Alliance 90 / Les Verts au Bundestag, en tandem avec Anton Hofreiter. Dans le système écologiste de double parité, elle représente les femmes et la tendance « réaliste » ou « modérée » du parti. À l'ouverture de la législature, douze jours plus tard, l'ancienne co-présidente fédérale du parti, Claudia Roth, la remplace à la vice-présidence du Bundestag.

### Vie privée
Katrin Göring-Eckardt est mariée, a deux enfants et vit à Ingersleben près d'Erfurt.
Elle a été présidente du synode de l'Église protestante en Allemagne (EKD) entre 2009 et 2013.